# Distretto di Oğuzeli
Il distretto di Oğuzeli (in turco Oğuzeli ilçesi) è uno dei distretti della provincia di Gaziantep, in Turchia.